# Mirzamys louiseae
Mirzamys louiseae — вид мишоподібних гризунів родини мишеві (Muridae).

## Морфологія

### Розміри
Гризун невеликого розміру, з довжиною голови й тіла між 101 і 120 мм, довжиною хвоста між 100 і 124 мм, довжиною стопи від 24 до 25 мм, довжиною вух від 14 до 16 мм.

### Зовнішній вигляд
Шерсть довга і м'яка. Загальний колір темний сірувато-коричневий, з основою волосся сірою. Очі дуже маленькі, оточені кільцем зі шкіри, позбавленої волосся. Вуха помірно довгі, овальні й темно-сірі. Вуса довжиною близько 50 мм. Зовнішні частини ніг темні й покриті дрібним бурим волоссям. Хвіст приблизно дорівнює довжині голови й тіла і забарвлений в рівномірно червонувато-коричневий колір.

## Поширення
Ендемік Папуа Нової Гвінеї. Цей вид поширений в центральній та східній частині хребта Кордильєри Нової Гвінеї. Він живе в замшілих лісах на висоті від 1900 до 3200 м над рівнем моря. Це наземний вид.